# Kevin Androge
Kevin Androge est un footballeur international réunionnais né le 24 janvier 1990. Il joue milieu de terrain dans le club de l'AS Bretagne.

## Parcours
Kevin effectue ses grands débuts en D1P en 2008 avec le Saint-Denis FC sur les traces de son grand frère Cédric. En 2010, son talent et ses prestations le conduisent à être appelé en sélection pour disputer la Coupe de l'Outre-Mer avec La Réunion. 
La saison suivante, Androge signe dans le club voisin de l'US Sainte-Marienne et sera de nouveau retenu avec le Club R pour disputer les Jeux des îles de l'océan Indien aux Seychelles. Deux ans plus tard, le natif de Sainte-Clotilde remporte son premier titre de champion de La Réunion ainsi que la Coupe régionale de France.

## Palmarès
- Champion de La Réunion en 2013
- Médaille de bronze aux Jeux des îles de l'océan Indien en 2011
- Vainqueur de la Coupe régionale de France en 2013 et 2018

## Sources
- Fiche de Kevin Androge sur leballonrond.fr
- Les buteurs 2010 du championnat de La Réunion sur le-tampon.pagesperso-orange.fr